# Deutsche Synchron
Die Deutsche Synchron & Medienproduktion GmbH (vormals Deutsche Synchron Filmgesellschaft mbH & Co. Karlheinz Brunnemann Produktions KG) (DS) war ein Produktionsunternehmen für die Synchronisation von Filmen und Serien mit Sitz in Berlin.
Das Unternehmen wurde 1963 von Karlheinz Brunnemann gegründet und zählt damit zu den ältesten noch existierenden Synchronstudios in Deutschland. Die Deutsche Synchron ist von Beginn an auf dem ehemaligen UFA-Areal an der Oberlandstraße in Berlin-Tempelhof ansässig. Sie gehört Markus Brunnemann, Karlheinz Brunnemanns Sohn, der seit 1993 Geschäftsführer des Unternehmens ist. Im Dezember 2024 stellte das Unternehmen den Betrieb ein.

## Produktionen
Zu den bekanntesten Synchronisationen der Deutschen Synchron zählen:

### Kinofilme
- 21 Gramm
- Auf der Flucht
- Bandidas
- Cliffhanger – Nur die Starken überleben
- Dirty Dancing
- Eine Frage der Ehre
- Falling Down – Ein ganz normaler Tag
- Harry und Sally
- JFK – Tatort Dallas
- Last Man Standing
- Michael Clayton
- Das Netz
- Pretty Woman
- Der Regenmacher
- Stirb langsam
- Stirb langsam 2
- True Romance

### Fernsehserien
- Emergency Room – Die Notaufnahme
- Es war einmal …
- Ihr Auftritt, Al Mundy
- Love Boat
- Männerwirtschaft
- Mini-Max oder Die unglaublichen Abenteuer des Maxwell Smart
- Outer Limits – Die unbekannte Dimension
- Perry Mason
- Quincy
- Polizeirevier Hill Street
- Remington Steele
- Schatten der Leidenschaft
- SpongeBob Schwammkopf
- Starsky & Hutch
- Tennisschläger und Kanonen
- Zeit der Sehnsucht
- Die 2